# 梁文锋
梁文锋（1985年—），广东省吴川市人，中国工程师、企业家，对冲基金幻方量化的联合创始人，也是深度求索的创始人兼首席执行官。

## 生平
梁文锋是广东省湛江市吴川市覃巴镇米历岭村，父母为吴川梅菉小学教师。其从小成绩优异，1996年，从梅菉小学直升至吴川市第一中学，在数学表现出极大天赋，初中时期甚至开始学习大学的数学课程。2002年，以全校第一成绩被浙江大学电子信息工程专业录取，2007年，攻读浙江大学信息与通信工程专业硕士，主攻机器视觉研究。 2007年—2008年環球金融危機期間，梁文锋与同学组建了一个团队，探索如何通過机器学习进行量化交易。 2009年，曾以实习生身份入职上海艾麒信息，后经推荐直接担任新技术部经理。
毕业后，梁文锋一開始來到成都市，他在許多領域都嘗試引入人工智能，但这些尝试都失败了。他又將目標瞄準金融，試圖將人工智能引入金融交易。 2015年，梁文锋与另外两名浙江大学的校友创立了幻方量化，立志成为世界顶级的量化对冲基金。 
2023年5月，梁文锋宣布進軍通用人工智慧領域，同年7月，正式创办杭州深度求索人工智能基础技术研究有限公司（DeepSeek），专注于AI大模型的研究和开发。
2025年1月20日，梁文锋出席中华人民共和国国务院总理李强在北京主持的座谈会，对政府工作报告（征求意见稿）提供意见和建议。
2025年2月17日，梁文锋参加中国人民政治协商会议全国委员会主席王沪宁在北京主持的座谈会。